# Миньковецька волость
Миньковецька волость — історична адміністративно-територіальна одиниця Ушицького повіту Подільської губернії з центром у містечку Миньківці.

## Склад волості
Станом на 1885 рік складалася з 24 поселень, 16 сільських громад. Населення — 9 835 осіб (4 825 чоловічої статі та 5 010 — жіночої), 1426 дворових господарства.
|                     | Площа, десятин | У тому числі орної, десятин |
| ------------------- | -------------- | --------------------------- |
| Сільських громад    | 7439           | 5726                        |
| Приватної власності | 3156           | 1702                        |
| Казенної власності  | —              | —                           |
| Іншої власності     | 498            | 408                         |
| Загалом             | 11093          | 7836                        |

Основні поселення волості:
- Миньківці — містечко при річці Ушиця за 13 верст від повітового міста, 1139 осіб, 162 дворових господарств, православна церква, костел, синагога, 3 єврейські молитовні будинки, школа, 12 постоялих будинки, 23 крамниці, 6 олійниць, базари по неділях через 2 тижні.
- Антонівка — колишнє власницьке село, 188 осіб, 35 дворових господарств, постоялий будинок.
- Велика Побійна — колишнє власницьке село, 1100 осіб, 235 дворових господарств, православна церква, школа, постоялий будинок.
- Городиська — колишнє власницьке село, 268 осіб, 42 дворових господарств.
- Заглосна — колишнє власницьке село, 294 осіб, 40 дворових господарств.
- Катеринівка — колишнє власницьке село, 148 осіб, 60 дворових господарств.
- Кружківці — колишнє власницьке село при річці Ушиця, 200 осіб, 33 дворових господарств, водяний млин.
- Мала Побіянка — колишнє власницьке село, 707 осіб, 128 дворових господарств, православна церква, постоялий будинок, ярмарок.
- Отроків — колишнє власницьке село, 573 осіб, 85 дворових господарств, православна церква, постоялий будинок.
- Притулівка — колишнє власницьке село при річці Ушиця, 655 осіб, 135 дворових господарств, православна церква, постоялий будинок, водяний млин.
- Сивороги — колишнє власницьке село, 949 осіб, 163 дворових господарств, православна церква, постоялий будинок, ярмарок.
- Сцібори — колишнє власницьке село, 339 осіб, 44 дворових господарств, поштова станція, постоялий будинок.
- Тимків — колишнє власницьке село при річці Ушиця, 906 осіб, 134 дворових господарств, православна церква, постоялий будинок.

## Ліквідація волості
Друга сесія ВУЦВК VII скликання, яка відбувалася 12 квітня 1923 р., своєю постановою «Про новий адміністративно-територіальний поділ України» скасувала волості і повіти, замінивши їх районами. Миньковецька волость була ліквідована, а її територія ввійшла до складу Миньковецького району.
Після укрупнення районів 1959 року більша частина поселень колишньої Миньковецької волості ввійшли до складу Дунаєвецького району, а менша частина (Антонівка, Отроків, Тимків, Кружківці) — до складу Новоушицького району.